# 瑪麗亞·奧利維亞·達席爾瓦
瑪麗亞·奧利維亞·達席爾瓦（Maria Olívia da Silva、1872年2月28日—2010年7月8日），為巴西未經證實的超級人瑞她的年齡受媒體質疑。

## 生平
達席爾瓦於1872年2月28日出生在聖保羅伊塔佩蒂寧加，住在巴拉那阿斯託加。有波蘭血統，她曾兩次結婚，據稱是在1893年第一次結婚，並且在她的14個孩子中除了三個孩子以外的所有人都比她們多。其中四個被收容。達席爾瓦與她70歲的養子阿帕雷西達·哈·達席爾瓦（Aparecido H. Silva）（1946年－）住在一起。
在她去世時，她仍處於良好的狀態，喜歡說話，並且仍然記憶猶新。 達席爾瓦每天都吃米飯，豆子和香蕉。
2005年3月，她首次聲稱比當時經過驗證的最長壽者雅娜·卡爾芒年長3歲。當時吉尼斯世界紀錄網站當時認為114歲的亨德里克耶·范·安德爾-席佩爾，1890年6月29日出生，是世界上最年長的人，後來回顧地接受了當時年齡為116歲的瑪麗亞·卡波維亞的事實，巴西國家紀錄檔案（RankBrasil）只生產了1970年代或更晚的文件，包括其網站上的出生證明，表明她出生於1880年，以及一個具有相同出生日期的巴西身份證。